# Ma reum
Ma reum è un film del 2018 diretto da Frédéric Quiring.

## Trama
Dopo aver scoperto che suo figlio Arthur a scuola viene molestato da altri tre ragazzi, Fanny decide così di vendicarsi ed organizza varie trappole per farla pagare a quei bulli.